# جیامپائولو دی ماگنو
جیامپائولو دی ماگنو (انگلیسی: Giampaolo Di Magno؛ زادهٔ ۱ آوریل ۱۹۷۴) بازیکن فوتبال اهل ایتالیا است.
از باشگاه‌هایی که در آن بازی کرده‌است می‌توان به باشگاه فوتبال کارپی، باشگاه فوتبال اسپانیول، باشگاه فوتبال فوجا، باشگاه فوتبال آ.اس. رم، و باشگاه فوتبال لاتینا اشاره کرد.
وی همچنین در تیم ملی فوتبال زیر ۱۹ سال ایتالیا بازی کرده‌است.